# Песнь о Риге
«Песнь о Ри́ге» (др.-сканд. Rígsþula) — поэма из «Старшей Эдды», описывающая похождения аса Рига и появление трех сословий: ярлов, карлов и трэллов. Поэма не полностью сохранилась на последнем уцелевшем листе Codex Wormianus (AM 242 fol), следующем за «Эддой» Снорри Стурлусона. Текст датируется между X и XIII веками.

## Содержание
Песня начинается с короткого прозаического вступления. В нём рассказывается, что Риг это имя, которым представился ас Хеймдалль. Хеймдалль также назван прародителем человечества в эддической поэме «Прорицание вёльвы».
Сама песнь начинается с того, как Риг забрел в дом (др.-сканд. hús) к старикам Ай (др.-сканд. Ái, прадед) и Эдде (др.-сканд. Edda, прабабка). Они предложили ему скромный кров и пищу. Ночью Риг спал между супругами, и так продолжалось три дня, затем он ушел. Через девять месяцев Эдда родила сына, и назвали его Трэлл (др.-сканд. þræll — раб). Он был чёрен, и вырос сильным, но уродливым. Женился он на Тир (др.-сканд. þír — рабыня) и было у них двенадцать сыновей и девять дочерей, все имена которых, так или иначе, имели отношения к уродству. Так появилось сословие слуг и рабов.
Далее Риг зашел в большой дом (др.-сканд. höllu) к Афи (др.-сканд. Afi, дед) и Эмме (др.-сканд. Amma, бабка). Они его накормили, напоили и спать уложили. Здесь Риг также пробыл три дня, а через девять месяцев родился мальчик с рыжими волосами и живыми глазами. Назвали его Карл (др.-сканд. Karl, муж, то есть свободный человек), а женился он на Снёр (др.-сканд. Snör, сноха). У них родились двенадцать сыновей и десять дочерей, все имена которых в основном предполагают опрятность и хорошие качества. Отсюда пошли свободные люди: фермеры и скотоводы.
Потом Риг пришел в особняк (др.-сканд. sal) к Фати (др.-сканд. Faðir, отец) и Моти (др.-сканд. Móðir, мать). Здесь его хорошо потчевали, и он пробыл три дня. Через девять месяцев родился Ярл (др.-сканд. Jarl), он был светл волосами, а взгляд его был страшен. Когда Ярл подрос, вновь явился Риг, назвал его сыном, сделал наследником, научил рунам и дал ему своё имя и обеспечил состоянием. Он женился на Эрне (др.-сканд. Erna, умелая, проворная) дочери Хэрсира (др.-сканд. Hersir, господин). Эрна родила ему одиннадцать сыновей и ни одной дочери. Имена их в основном означали сына или наследника. Так появилась военная знать.
Под конец повествуется о младшем сыне Риг-Ярла, Коне (др.-сканд. Konr ungr, юный отпрыск). Он был самым умелым из сыновей, единственный ведал рунами, умел говорить с птицами, управлять огнём, за что также получил право носить имя или титул Риг. В один день ворон обратился к Кону на охоте и предложил ему выступить в поход, указав на то, что у «Дана и Данпа богаче дома, земли их лучше». Дошедшая до нас песнь обрывается в этом месте.

## Теории
Вероятно, в конце рассказывается история о том, как Кон победил Дана и Данпа, женился на Дане, дочери Данпа, и стал таким великим, что от его имени произошел титул конунг, по крайней мере, такой пересказ конца песни сохранился в двух исландских источниках. В утерянной Саге о Скьёлдунгах, если верить латинским конспектам Арнгримюра Йоунссона, говорилось:
Риг был не последний человек среди великих своего времени. Он женился на дочери Данпа, повелителя Данпстеда, чьё имя было Дана; позже, получив королевский титул этой провинции, он передал по наследству её своему сыну от Даны, которого звали Дан или Данум, все они назывались Данами.
В 20 главе Саги об Инглингах рассказывается история шведского конунга Дюггви:
Матерью Дюггви была Дротт, дочь короля Данпа, сына Рига, которого первым звали конунгом на датском языке. Его потомки всегда после носили титул конунга, титул высшего достоинства. Дюггви был первым из его семьи был назван конунгом, в то время как его предшественников называли дроттиннами, а их жен дроттнингами, а их двор дротт (рать). Каждого из них звали Ингви или Ингуни, а весь их род звали Инглингами. Королева Дротт была сестрой короля Дана Микиллати, от которого Дания берет своё название.

## Аналогии

Флаг Германии.

Песнь о Риге описывает три сословия: слуги, фермеры и правители. Каждому из сословий приписываются определённые черты. Первые названы чёрными, вторые — красными или рыжими, а третьи — белоснежными.
Хотя в общеиндоевропейской традиции (например, в Риме или Индии) белый цвет ассоциируется с духовенством, а красный — с воинами, в «Песне о Риге» белый цвет отдан классу правителей, воинов и жрецов, а красный цвет ассоциируется с простолюдинами, хотя в других культурах этому классу соответствует зелёный, синий или жёлтый цвет. Жорж Дюмезиль предположил, что такая расстановка цветов является германской адаптацией общеиндоевропейского наследия.
Сочетание цветов чёрный, красный, золотой является официальными цветами Германии ещё со времен Священной Римской империи.
Хотя все три сословия были зачаты при содействии аса Рига и являлись в определённой степени братьями, каждый из них пошел в своих родителей и никто, кроме младшего брата, не обладал сверхъестественными особенностями. История о превосходстве младшего брата бытует в сказках многих европейских народов. Также подобная расстановка «братьев», как и система наименования пар, посещенных Ригом (прадед-прабабка, дед-бабка, отец-мать) может свидетельствовать о том, как ярлы становились родовой знатью, каждый из потомков которых поднимался над своими соплеменниками, создавая новое сословие.

## Галерея

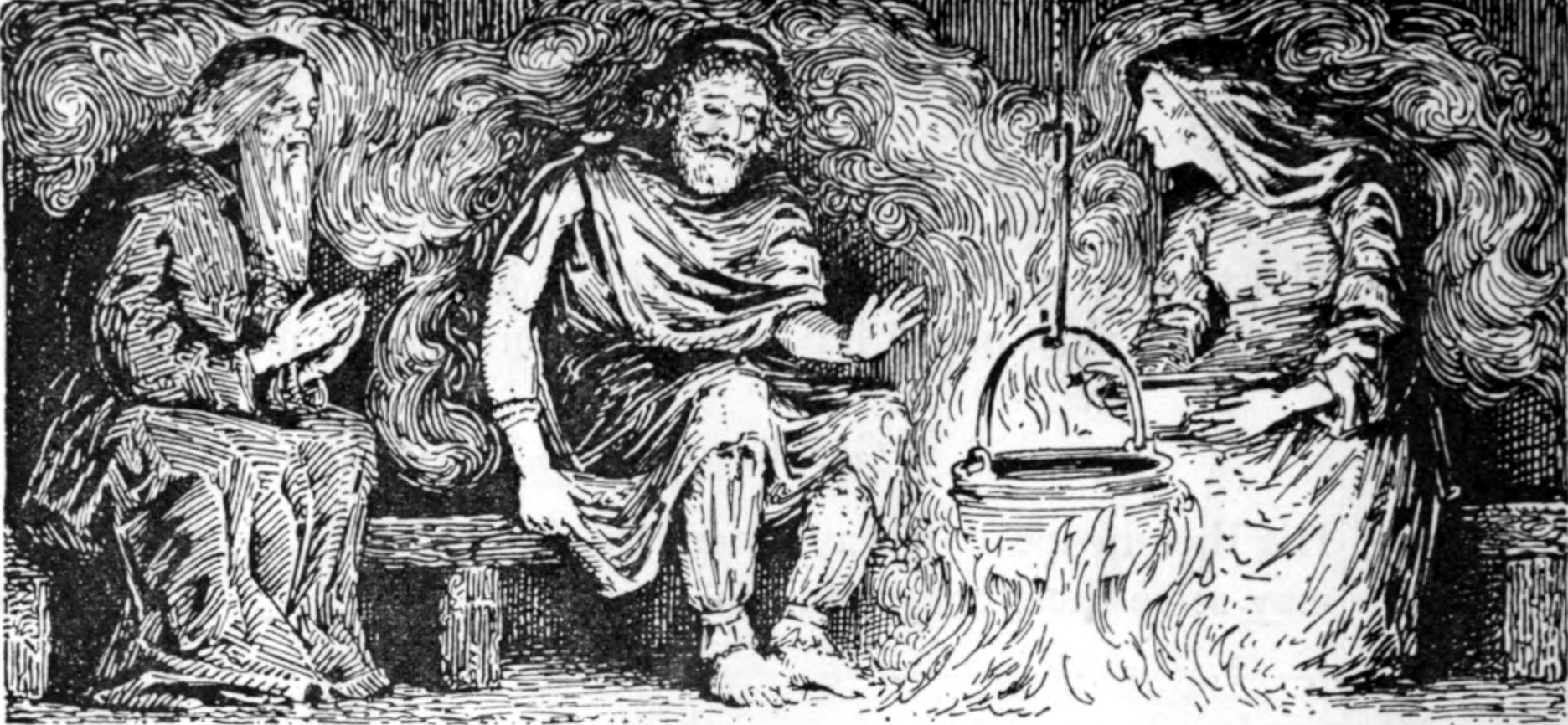
«Риг в доме у прародителей трэллов», W. G. Collingwood[англ.]
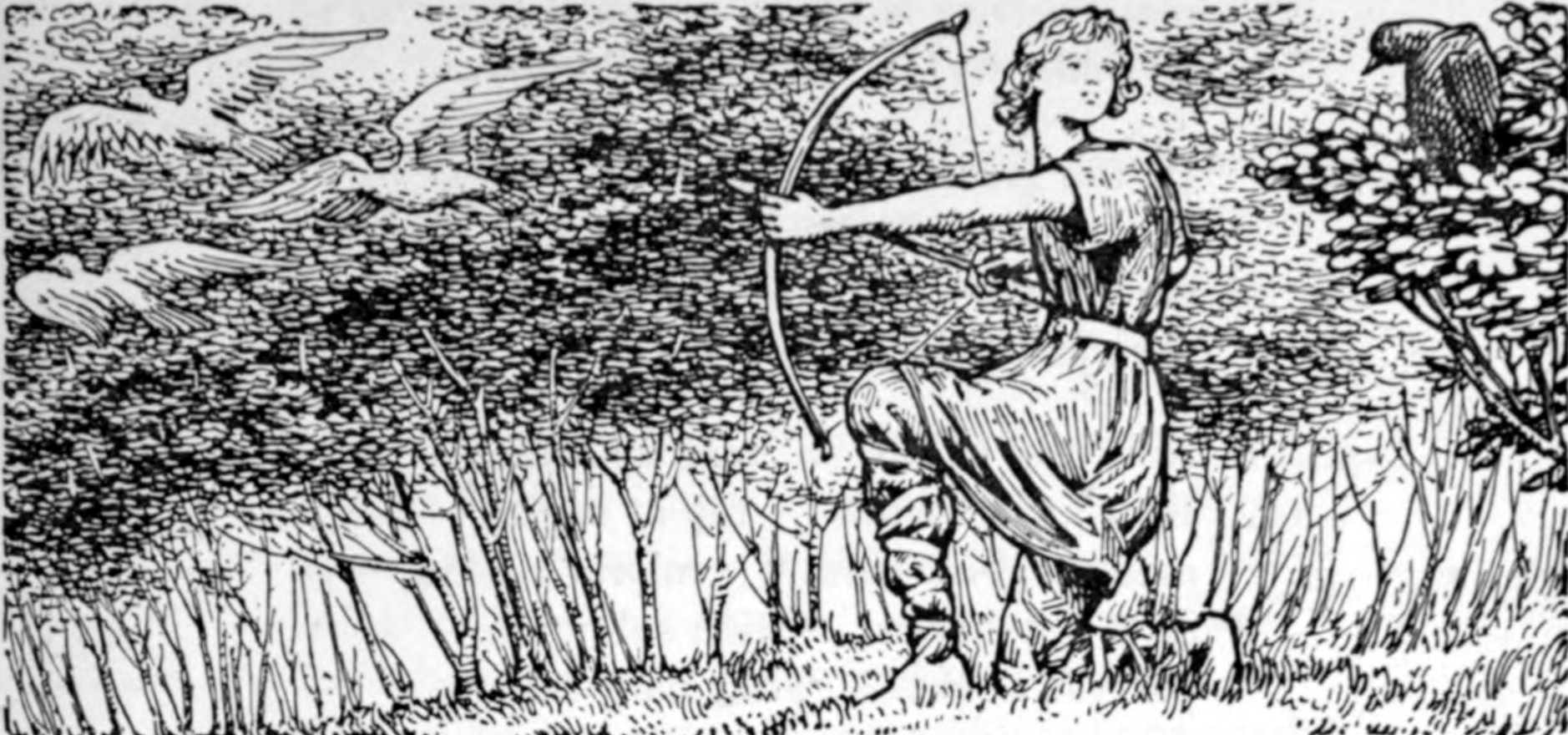
«Ворон говорит Кону», W. G. Collingwood[англ.]